# 印第安納波利斯藝術博物館
印第安納波利斯藝術博物館（Indianapolis Museum of Art，縮寫：IMA）是位於美國印第安納州印第安納波利斯紐菲爾茲（Newfields）的一座藝術博物館，是美國第九古老、第八大的藝術博物館，館內藏有超過54,000件來自世界各地的古代、現代藝術品。
它創立於1883年，1969年改現名，1970年搬至現址，2009年因堅持免費政策和提供優質教育項目而獲得美國國家圖書館和博物館服務獎（National Medal for Museum and Library Service），但2014年由於財政問題取消免費入場政策。

## 外部連接
- 官方网站